# Sybra minuta
Sybra minuta är en skalbaggsart som först beskrevs av Maurice Pic 1927.  Sybra minuta ingår i släktet Sybra och familjen långhorningar. Inga underarter finns listade i Catalogue of Life.